# Christmas Offerings
Christmas Offerings é o nono álbum de estúdio da banda Third Day, lançado a 17 de Outubro de 2006.
O disco atingiu o nº 78 da Billboard 200, o nº 3 Top Christian Albums e o nº 183 do Top Internet Albums.
| Críticas profissionais                                                      | Críticas profissionais |
| Avaliações da crítica                                                       | Avaliações da crítica  |
| Fonte                                                                       | Avaliação              |
| --------------------------------------------------------------------------- | ---------------------- |
| Allmusic                                                                    | [ 2 ]                  |
| Esta tabela precisa de ser acompanhada por texto em prosa. Consulte o guia. |                        |

## Faixas
1. "O Come All Ye Faithful" – 3:51
2. "Do You Hear What I Hear?" – 3:37
3. "Born in Bethlehem" – 3:43
4. "O Holy Night" – 4:06
5. "Angels We Have Heard on High" – 3:50
6. "Silent Night" – 4:10
7. "Jesus, Light of the World" – 3:56
8. "Joy to the World" – 3:36
9. "What Child Is This?" – 3:30
10. "The First Noel" – 2:59
11. "Christmas Like a Child" – 4:02
12. "Away in a Manger" – 3:57
13. "Merry Christmas" – 6:30